# Gabriele Ranzato
Gabriele Ranzato (Roma, 1942) es un historiador italiano.

## Carrera profesional
Profesor de historia contemporánea en el Departamento de Historia, Facultad de Filosofía y Letras, por la Universidad de Pisa. Se le considera uno de los máximos eruditos de la historia española del siglo XX y concretamente en la historia de la II República española y la Guerra Civil. 
Ha participado y dirigido varios congresos y seminarios científicos sobre distintas etapas de la historia de España: “Congreso Internacional sobre la guerra civil española 1936-1939” (Sociedad Estatal de Conmemoraciones Culturales, 2006), “Europa y España entre el antiguo régimen y la sociedad contemporánea”, “La modernización de España entre el siglo XVIII y XIX”, “Nacionalismo y localismo en la España contemporánea”, “La dificultad de la democracia en la España contemporánea” y “La guerra civil española en el contexto europeo”.
En el año 2004 le fue concedido el Premio al mejor libro por la Societá Italiana per lo Studio Della Storia Contemporanea por el libro: L’Eclissi della democracia. La guerra civile spagnola e le sue origini. 1931-1939.[cita requerida]
Conocidas han sido sus polémicas con distintos historiadores como Antonio Elorza y Ángel Viñas, o sus declaraciones sobre el levantamiento de las cenizas del “pasado de bronce” al atreverse el gobierno de José Luis Rodríguez Zapatero a resucitar la memoria de las víctimas de la Guerra Civil.

## Obras
- 1975. Rivoluzione e guerra civile in Spagna : 1931-1939
- 1979. Lucha de clases y la lucha política en la guerra civil
- 1984. Sudditi operosi e cittadini inerti. Sopravvivenze della società di antico regime nella industrializzazione di una città catalana
- 1987. La Aventura de la ciudad industrial. Sabadell entre el Antiguo Régimen y la Modernidad
- 1994. Laboratorio di storia. Studi in onore di Claudio Pavone
- 1995. La Guerra di Spagna
- 1997. La Difficile modernità e altri saggi sulla storia della Spagna contemporanea
- 2006. El eclipse de la democracia. La Guerra Civil española y sus orígenes, 1931-1939
- 2007. El pasado de bronce. La herencia de la guerra civil en la España democrática
- 2014. El gran miedo de 1936: cómo España se precipitó en la Guerra Civil[2]